# Vrč
Vrč je posuda koja služi za izlijevanje ili sipanje tekućina. Vrč može biti izrađen od keramike, stakla ili metala. Vrčevi su nekada bili većih dimenzija.
Vrčevi najčešće imaju jednu dršku, ali neke vrste mogu imati i dvije ili biti potpuno bez njih. 
Koristili su se od nastanka prvih kultura, tijekom antike, pa sve do danas.
- Minojski vrčevi od terakote sa Santorini iz ranog 17. stoljeća pr. Kr., Muzej prapovijesne There, Fira.
- Vrč iz Herata, Afganistana (1180. – 1210.), Muzej umjetnosti Metropolitan, New York.